# Die drei ???
Die drei ??? (gesprochen: Die drei Fragezeichen, anhörenⓘ) (Originaltitel: The Three Investigators; Nebenform: Die drei Detektive) ist eine Jugendbuch-Reihe. Sie stammt aus den Vereinigten Staaten und wurde in viele Sprachen übersetzt. In Deutschland startete die Buchreihe 1968 mit den Übersetzungen der englischsprachigen Originale und wird seit 1993, nachdem die Reihe in den Vereinigten Staaten eingestellt worden war, mit Geschichten deutschsprachiger Autoren fortgesetzt. Seit 1968 wurden deutschlandweit über 16,5 Millionen Bücher der Serie verkauft. Seit 1979 wird sie auch erfolgreich als Hörspielserie produziert, die in Deutschland einen Absatz von mehr als 45 Millionen Tonträgern sowie rund zwei Millionen Spielen, Detektiv-Spielkästen und Fanartikeln erzielte.

## Geschichte der Serie

### USA
In den USA umfasst die Serie insgesamt 58 Bände von 11 Autoren, erschienen von 1964 bis 1990 in drei Reihen bei Random House; dazu kommen zwei Folgen mit Erstveröffentlichung in deutscher Übersetzung (2011) und eine unvollendete Folge.
Erschaffen wurde die Serie Anfang der 1960er Jahre von dem Journalisten und Autor Robert Arthur. Er war überzeugt, dass er aufgrund seiner Erfahrungen im Mystery-Bereich bessere Kinderbücher mit dieser Thematik schreiben könne als andere Jugendbuchautoren. Außerdem kannte er Alfred Hitchcock persönlich gut und kam auf die Idee, ihn als Schirmherrn und Herausgeber für die Serie zu gewinnen. Irrtümlich wurde eine Zeit lang angenommen, dass Hitchcock der Autor der Serie sei. In Wirklichkeit hatte Arthur lediglich die Lizenz erworben, Hitchcocks Namen und Konterfei zu verwenden. Auch das Vorwort Hitchcocks stammt nicht von ihm selbst, sondern wurde von Arthur geschrieben. Hitchcock selbst war für die Serie nie als Autor tätig. Am 24. September 1964 erschien Arthurs erster Detektivroman unter dem Serientitel Alfred Hitchcock and the Three Investigators.
Zu den Strukturelementen der „klassischen“ Geschichten (1964–1979) gehören meist ein Rätsel oder ein Spukphänomen als Ausgangspunkt, ein anderes Kind, das an dem Fall beteiligt ist, und – häufig in Kombination mit dem Kind – ein Bezug zum „Fremdländischen“ oder einer sozialen Sonderstellung. Das Titelkonzept „The Mystery of …“ wurde zuvor schon von Enid Blyton verwendet in der Kinderbuchreihe Geheimnis um. Auch der Titel The Three Investigators erinnert an Blytons Serientitel The Five Find-Outers. Manche Titelfassungen erinnern an Werke von Edward Edson Lee.
| Jahr            | US-Titel                              | Deutscher Titel                | Rätsel/Spuk                      | Kind                                      | „Sonderrolle“                             | Nummer (Kosmos) | Nummer (Random House) |
| --------------- | ------------------------------------- | ------------------------------ | -------------------------------- | ----------------------------------------- | ----------------------------------------- | --------------- | --------------------- |
| 1964            | The Secret of Terror Castle           | … und das Gespensterschloss    | Blaues Phantom                   | Skinny Norris                             | Stummfilmstar mit Sprachfehler            | 1               | 1                     |
| 1964            | The Mystery of the Stuttering Parrot  | … und der Super-Papagei        | Rätsel (abgewandelte Zitate)     | Carlos (Hispanoamerikaner)                | Carlos (Hispanoamerikaner)                | 8               | 2                     |
| 1965            | The Mystery of the Whispering Mummy   | … und die flüsternde Mumie     | Sprechende Mumie                 | Hamid (Libyer)                            | Hamid (Libyer)                            | 2               | 3                     |
| 1965            | The Mystery of the Green Ghost        | … und der grüne Geist          | Grüner Geist, Geisterperlen      | Chang (Chinese)                           | Chang (Chinese)                           | 14              | 4                     |
| 1966            | The Mystery of the Vanishing Treasure | … und der verschwundene Schatz | Gnome                            | Taro (Japaner)                            | Taro (Japaner)                            | 10              | 5                     |
| 1966            | The Secret of Skeleton Island         | … und die Geisterinsel         | Karussellgespenst                | Chris (Grieche)                           | Chris (Grieche)                           | 11              | 6                     |
| 1967            | The Mystery of the Fiery Eye          | … und der Fluch des Rubins     | Rätsel (Testament)               | August August                             | Rama Sidri Rhandur (Inder)                | 3               | 7                     |
| 1967            | The Mystery of the Silver Spider      | … und die silberne Spinne      | (Old Anton bzw. schwarzer Johan) | Djaro (Staat Varania) bzw. Lars (Schwede) | Djaro (Staat Varania) bzw. Lars (Schwede) | 26              | 8                     |
| 1968            | The Mystery of the Screaming Clock    | … und der seltsame Wecker      | Rätsel (Testament)               | Harry, dessen Vater im Gefängnis sitzt    | Harry, dessen Vater im Gefängnis sitzt    | 4               | 9                     |
| 1968            | The Mystery of the Moaning Cave       | … und der Teufelsberg          | El Diablo (toter Guerillero)     | –                                         | –                                         | 13              | 10                    |
| 1969            | The Mystery of the Talking Skull      | … und der sprechende Totenkopf | Sprechender Schädel; Rätsel      | –                                         | Zigeuner                                  | 5               | 11                    |
| Anmerkungen: 1. |                                       |                                |                                  |                                           |                                           |                 |                       |

Arthur schrieb für gewöhnlich sehr schnell. Der Verlag wollte das Tempo mit zwei Veröffentlichungen pro Jahr beibehalten, doch Arthur erkannte bald, dass er dies auf Dauer nicht einhalten konnte – zumal sich sein Gesundheitszustand verschlechterte. Er machte sich auf die Suche nach anderen geeigneten Autoren, die für eine Mitarbeit an der Serie in Frage kamen. Nachdem er am 2. Mai 1969 verstarb, übernahm ein Team von Autoren die Weiterführung der Serie.
1980 verstarb Hitchcock, und Random House strebte keine Verlängerung des Lizenzvertrags an. Mit Folge 31 The Mystery of the Scar-Faced Beggar (deutsch: … und das Narbengesicht) erschien der erste Fall ohne die Schirmherrschaft und das Vorwort Hitchcocks. Seine kommentierende Rolle übernahm ein fiktiver Charakter, der Schriftsteller und ehemalige Detektiv Hector Sebastian (deutsch: Albert Hitfield). Nach und nach wurden auch die ersten 30 Episoden neu mit Hector Sebastian anstelle von Hitchcock herausgegeben; eine Ausnahme macht der erste Band: dieser wurde nun von dem fiktiven Regisseur Reginald Clarke präsentiert, da in dieser Geschichte ein Hollywood-Regisseur für die Handlung wichtig war.
Zwischen 1985 und 1987 erschienen in der Find-your-fate-Serienreihe vier Bücher mit Fällen der drei Detektive. Dabei handelt es sich um Spielbücher, in denen der Leser zusammen mit den drei Fragezeichen den Fall übernimmt und durch geschickte Entscheidungen versucht, diesen zu lösen. Im Jahr 1987 wurde die Ursprungsserie The Three Investigators in den USA eingestellt. Mit der Nachfolgeserie The Three Investigators Crimebusters (1989/90, 11 Bände) versuchte man, an die einstigen Erfolge der Originalserie anzuknüpfen. Das Konzept wurde verändert, man ließ die drei Detektive merklich altern, gab ihnen sowohl Führerscheine als auch Freundinnen und schickte sie für weitere elf Fälle erneut ins Rennen. Der große Erfolg blieb allerdings aus, sodass auch diese Serie im Jahre 1991 eingestellt wurde.
Es wurden noch drei weitere Bücher für die Reihe geschrieben, die jedoch in den USA nicht veröffentlicht wurden: Originalserie Band 44 The Mystery of the Ghost Train (unveröffentlicht/nicht fertig) von M.V. Carey, Crimebusters Folge 12 Brain Wash von Peter Lerangis und Folge 13 High Strung von G. H. Stone (jeweils in dt. Fassung 2011 veröffentlicht).
2024 kündigte Elizabeth Arthur an, die von ihrem Vater Robert Arthur geschaffene Buchreihe mit 26 gemeinsam mit ihrem Mann Steven Bauer verfassten Bänden fortzusetzen.

### Deutschland

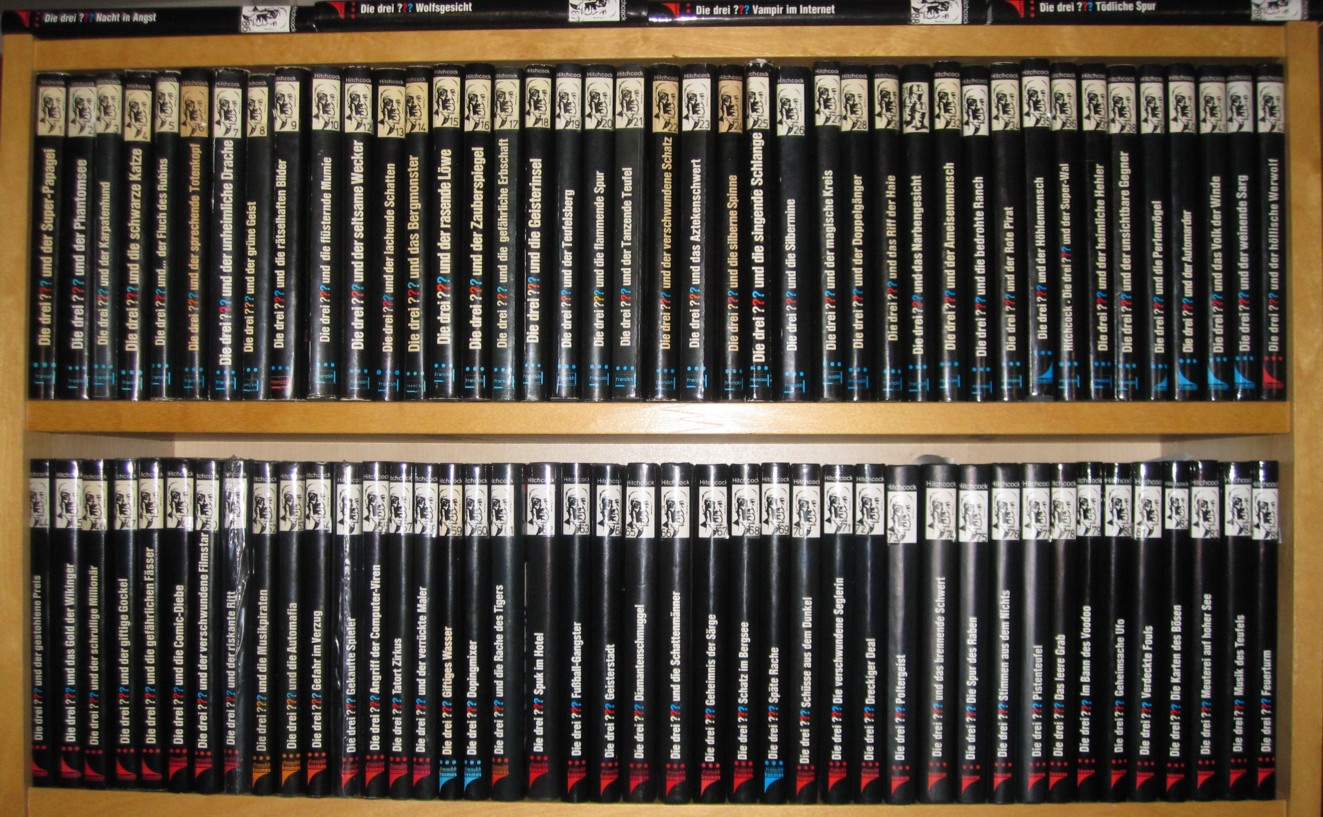
89 Bände der deutschen Erstauflagen

Der erste ins Deutsche übersetzte Band erschien 1968 unter dem Seriennamen Die drei ??? mit dem Titel …und das Gespensterschloß im Kosmos-Verlag. Nachdem die ersten beiden Romane mit Cover-Illustrationen von Jochen Bartsch nicht den erhofften Anklang gefunden hatten, bot die Grafikerin Aiga Rasch der damaligen Verlagslektorin an, einen eigenen Entwurf für den Schutzumschlag der Serie anzufertigen. Bei Nichtgefallen würde sie auf das Honorar verzichten. Der Verlag war zwar aufgrund des eher männlichen Themas skeptisch, ließ sich jedoch von ihr überreden. Raschs Coverentwurf stieß beim Verleger auf Entsetzen, da er jegliche damals übliche Gestaltung eines Jugendbuches missachtete. Der Umschlag war komplett schwarz, passend dazu der Titel sehr nüchtern und sachlich in weißer Schrift, die Fragezeichen in den Farben Weiß, Rot und Blau und in der Mitte ein buntes, in grellen Farben gehaltenes, quadratisches Bild, das eine visuelle Anspielung auf den Inhalt gab. Dabei beherzigte Rasch den Grundsatz, niemals die drei Detektive auf dem Cover abzubilden, sondern immer nur ein wesentliches Element oder einen wesentlichen Ort der Handlung. Rasch musste viel Überzeugungsarbeit leisten, damit die Bücher versuchsweise mit ihrer Umschlagsgestaltung neu veröffentlicht wurden. Die Umgestaltung erwies sich schließlich als Erfolg. Seit 1971 werden alle Cover nach der Umschlagsgestaltung Raschs angefertigt, welche die Aufgabe 1999 an Silvia Christoph übergeben hat. In jedem Roman ist die Visitenkarte der drei Detektive abgebildet, die im Fall mindestens einmal erwähnt wird.
Bis zur Einstellung der Serie in den USA wurden fast alle Romane von Leonore Puschert ins Deutsche übersetzt. Zwei der vier Find-your-fate-Abenteuer (…und der weinende Sarg sowie …und das Volk der Winde) wurden ebenfalls ins Deutsche übersetzt, wobei eine Umarbeitung in eine Romanform vollzogen wurde. Die beiden Find-your-fate-Bücher The house of horrors (Nr. 3 von Megan Stine und H. William Stine) und The savage statue (Nr. 4 von M.V. Carey, 1987) sowie die Crimebusters-Folge Nr. 8 Shoot the works blieben jedoch lange Zeit unübersetzt. Am 12. Oktober 1979 erschienen die ersten sechs Folgen der gleichnamigen Hörspielserie vom Label Europa. Europa vereinbarte mit dem Hauptlizenznehmer Kosmos eine Kooperation, so dass fortan alle Bücher als Hörspiele adaptiert werden → Die drei ??? (Hörspiel).
Wegen des anhaltenden Erfolgs im deutschsprachigen Raum wurde die Reihe im Jahre 1993, nach der Einstellung in den USA, zuerst von der österreichischen Autorin Brigitte-Johanna Henkel-Waidhofer weitergeführt; nach 16 Büchern übernahmen verschiedene deutsche Autoren die Fortführung der Serie. Die Geschichten basieren somit seit Folge 57 (Hörspiel-Nummerierung) nicht mehr auf amerikanischen Vorlagen. Nachdem der Lizenzvertrag mit Alfred Hitchcock in den USA ausgelaufen und nicht verlängert worden war, ließ man Hitchcock in Deutschland dennoch in den Geschichten weiterleben, da man eine Lizenz für die Verwendung des Namens bis 2004 hatte. Erst seit Ablauf der Lizenz 2005 erscheint die Serie nicht mehr unter Hitchcocks Namen. Zwischen 2005 und 2007 führte ein Rechtsstreit über die Lizenzierung zwischen den Erben Robert Arthurs, dem Hörspiellabel Europa und dem Kosmos-Verlag zu einer Aussetzung der Hörspielserie und Lieferstopp einzelner Romane. 2008 konnten sich beide Parteien außergerichtlich auf eine gemeinsame Fortsetzung mit den Erben Arthurs einigen (siehe auch Kapitel Streit um Urheberrechte).
In den letzten Jahren sicherte sich der Kosmos-Verlag die deutschen Verwertungsrechte an weiteren bisher unveröffentlichten US-Romanen. Brain Wash von Peter Lerangis (dt. Gefangene Gedanken), High Strung von Gayle Lynds (alias G. H. Stone) (dt. Unter Hochspannung) und The Case of the House of Horrors von Megan und H. William Stine (dt. Haus der Angst) sind zusammen im Frühjahr 2011 in einer ersten Top Secret Edition erschienen. Für die Übersetzung der drei Romane zeichnen Kari Erlhoff und Astrid Vollenbruch verantwortlich. Im September 2014 wurden auch die beiden noch fehlenden Übersetzungen von Shoot the works (dt. Im Visier) von William McCay und The Case of the Savage Statue (dt. Grausame Göttin) von M.V. Carey in einer Top Secret Edition 2 veröffentlicht. Während The Case of the Savage Statue von Michael Kühlen übersetzt wurde, handelt es sich bei Shoot the works um eine Fan-Übersetzung aus dem Jahre 2002, die zunächst im Internet publiziert wurde. Diese von Detlev und Martina Beiderbeck, Stephanie Berger, Matthias Bogucki, Sven Haarmann sowie Tanja und Thomas Hoock übersetzte US-Vorlage wurde vom Kosmos-Verlag übernommen und in einer lektorierten Fassung veröffentlicht. Zudem wurde mit Das versunkene Schiff, einem bislang unveröffentlichten Roman von André Marx aus dem Jahre 1995, die Edition komplettiert.

### Unterschiede
Zwischen den amerikanischen Originalausgaben und den deutschen Übersetzungen gibt es einige bemerkenswerte Unterschiede: Zum einen das charakteristische Erscheinungsbild der schwarzen Hardcover-Einbände, außerdem die Tatsache, dass der Titel der Serie nicht wörtlich mit Die drei Detektive übersetzt wurde, sondern in Die drei ??? geändert wurde. Der Grund für die Namensänderung lag darin, dass dem Verlag die wörtliche Übersetzung nicht gefiel. Stattdessen orientierte man sich an den Symbolen der drei Detektive, den Fragezeichen. Diese wurden oftmals von den Dreien für Kreidekennzeichnungen verwendet. Da jeder Detektiv seine eigene Farbe hat, stellten diese ein eindeutiges Wiedererkennungsmerkmal dar. Zudem waren die Fragezeichen auch auf der Visitenkarte aufgedruckt. Justus hat die Farbe Weiß, Peter die Farbe Blau und Bob die Farbe Rot. Auch hier eine Änderung gegenüber dem amerikanischen Original, dort sind die Kreidefarben Weiß, Blau und Grün. Fälschlicherweise wird oft angenommen, dass Bobs Kreidefarbe Blau sei, da die Farben im Logo auf dem Buchcover in einer anderen Reihenfolge sind (Weiß, Rot, Blau) als die Namen der drei Jungen auf ihrer Visitenkarte.
Im Text der deutschen Übersetzungen (Bände 1 bis 45, 1968–1989) kommen immer wieder kleine Einschübe mit Tipps und Hinweisen des fiktiven Autors Alfred Hitchcock vor, die den Leser zum Nachdenken anregen sollen. Sie fehlen in den amerikanischen Originalausgaben und wurden von der Übersetzerin Leonore Puschert ergänzt.
Auch unterscheiden sich einige Personennamen. Justus Jonas heißt im Original Jupiter Jones und Peter Shaw Pete Crenshaw. Die beiden irischen Brüder Kenneth und Patrick O’Ryan heißen in der Originalserie Hans und Konrad Schmid und kommen aus Bayern. Der Chauffeur Morton trägt im Original den Namen Worthington.

## Inhalt
| Name             | Beschreibung                                  |
| ---------------- | --------------------------------------------- |
| Justus Jonas     | Erster Detektiv                               |
| Peter Shaw       | Zweiter Detektiv                              |
| Bob Andrews      | Dritter Detektiv / Recherchen und Archiv      |
| Alfred Hitchcock | Mentor/Erzähler                               |
| Inspektor Cotta  | Inspektor im Police Department Rocky Beach    |
| Tante Mathilda   | Justus’ Tante                                 |
| Onkel Titus      | Justus’ Onkel und Besitzer des Schrottplatzes |
| Morton           | Chauffeur                                     |

Die drei ??? sind ein ursprünglich aus einem Denksportclub hervorgegangenes Junior-Detektivteam, das in Rocky Beach beheimatet ist, einer fiktiven kalifornischen Küstenstadt, die zwischen Los Angeles und Santa Barbara liegt. Justus Jonas wohnt bei seiner Tante Mathilda Jonas und seinem Onkel Titus Jonas in einem Haus am Rande der Stadt. Seine Eltern kamen ums Leben, als Justus noch ein Kind war. In der Folge …und der riskante Ritt wird deutlich ein Autounfall erwähnt, in der Folge Das leere Grab jedoch ist von einem Verschwinden nach einem Flugzeugabsturz die Rede. Die „Zentrale“ der drei ??? befindet sich am Rande des Schrottplatzes von Onkel Titus. Es handelt sich dabei um einen Wohnwagen (in der englischen Originalfassung ist es ein house trailer, kein Wohnwagen, sondern ein bewegliches Fertighaus) mit verschiedenen Geheimausgängen, einem Büro mit Telefon, einem Labor und einer Dunkelkammer. Viele andere Utensilien, wie zum Beispiel eine Abhöranlage oder ein Periskop, mit dem sie aus dem Dunkel der Zentrale nach draußen blicken können, hat Justus im Laufe der Zeit aus alten Ersatzteilen vom Schrottplatz zusammengebaut.
Über Peters und Bobs Wohnort ist weniger bekannt. Bobs Vater ist je nach Fall Sport-, Wirtschafts- oder Politikjournalist bei der Los Angeles Post, was den drei ??? in manchem Fall nützlich ist. Peters Vater arbeitet als Techniker für Spezialeffekte beim Film. Ab und zu werden sie in ihren Kriminalfällen von Alfred Hitchcock, dem Chauffeur Morton sowie den Polizisten Kommissar Reynolds (ältere Fälle) und Inspektor Cotta unterstützt.

Die klassische Visitenkarte des Detektivtrios

„Dürfen wir Ihnen unsere Karte zeigen?“ – Das Aushändigen der Visitenkarte an potenzielle Klienten ist das Markenzeichen der drei Detektive – vergleichbar mit der Vorstellung „Bond, James Bond“ des bekannten britischen Geheimagenten in dessen Filmen. Meist übergibt Justus die Karte in einer passenden Situation und wartet ab, wie die Klienten auf die drei Fragezeichen-Symbole reagieren. Oft wird gewitzelt, ob die Fragezeichen etwa andeuten sollen, dass die drei Detektive ihre eigenen Fähigkeiten anzweifeln. Daraufhin erklärt Justus normalerweise: „Die Fragezeichen sind ein allgemeines Symbol für das Unbekannte, für ungelöste Rätsel und Geheimnisse aller Art“ (oder eine ähnliche, möglichst hochgestochen klingende Umschreibung). In den Anfängen müssen die drei ??? oftmals viel Überzeugungsarbeit leisten. Meist misstrauen die Klienten den Fähigkeiten der drei ???, weil ihnen die Detektive zu jung erscheinen. Neben der Visitenkarte legen die drei ??? in den ersten Fällen noch ein Empfehlungsschreiben der Polizeidirektion von Rocky Beach vor, unterzeichnet vom Hauptkommissar Samuel Reynolds: „Der Inhaber dieses Ausweises ist ehrenamtlicher Junior-Assistent der Polizeidirektion von Rocky Beach. Die Behörde befürwortet jegliche Unterstützung von dritter Seite.“ Auch die Visitenkarte wird nicht mehr, wie in den Anfangsfolgen immer, gezeigt.
Die Folgen spielen in der Regel in der fiktiven südkalifornischen Kleinstadt Rocky Beach oder der näheren Umgebung (etwa Los Angeles). Selten verlassen die drei Detektive Kalifornien und halten sich in anderen Bundesstaaten auf, so geht es etwa in „Die Geisterinsel“ und „Der unsichtbare Gegner“ an die amerikanische Ostküste. Die folgenden Geschichten spielen außerhalb der Vereinigten Staaten:
| Nr. | Titel                         | Schauplatz                             |
| --- | ----------------------------- | -------------------------------------- |
| 8   | … und die silberne Spinne     | Varania (Originalfassung)              |
| 51  | … und der riskante Ritt       | Mexiko                                 |
| 65  | Diamantenschmuggel            | Vereinigtes Königreich und Niederlande |
| 66  | … und die Schattenmänner      | Italien                                |
| 67  | … und das Geheimnis der Särge | Deutschland und Österreich             |
| 68  | … und der Schatz im Bergsee   | Schweiz                                |
| 78  | Das leere Grab                | Venezuela                              |
| 83  | Meuterei auf hoher See        | Forschungsschiff auf dem Pazifik       |
| 100 | Toteninsel                    | Mikronesien                            |
| 126 | SMS aus dem Grab              | Ägypten                                |
| 180 | … und die flüsternden Puppen  | Mexiko                                 |
| 192 | Im Bann des Drachen           | China                                  |
| 200 | Feuriges Auge                 | Indien                                 |

## Bücher
In Deutschland sind, neben diversen Sonderpublikationen, bisher über 230 Bücher erschienen. In den USA und in Europa wurden die Bücher in unterschiedlicher Reihenfolge veröffentlicht. Zudem tragen die Bücher keine Folgennummern und Kosmos hielt seine Zählung jahrelang geheim. Aufgrund der Hörspielfolge Nr. 29 (Die Originalmusik), die bei den Büchern keine Entsprechung hat, wurde bei der inoffiziellen Nummerierung die Nummer 29 in der Regel übersprungen, damit im späteren Verlauf eine Übereinstimmung erreicht wird. Mit der Bekanntgabe der offiziellen Nummerierung erübrigte sich dieses Hilfsmittel. Abgesehen von einer Folge lauten die Titel der Buch- und Hörspielversionen gleich. Einzig Folge 80 Geheimsache Ufo wurde mit dem Titel Geheimakte Ufo vertont.
Zwischen 1964 und 1990 veröffentlichte Random House insgesamt 58 Bücher. Nach der Einstellung der Serie 1990 schrieb ab 1993 ein deutschsprachiges Autoren-Team im Auftrag des Franckh-Kosmos Verlags neue Fälle (186 regulär gezählte Folgen bis April 2025). 2011 erschienen zwei bisher unveröffentlichte Romane der US-Autoren Peter Lerangis und G. H. Stone in Deutschland. Auf Polnisch wurden zudem acht Fälle von Krystyna Boglar und vier von Aleksander Minkowski verfasst.
Zur 100. und 125. Folge schrieb Hauptautor André Marx je einen dreiteiligen Jubiläumsband. Den dreiteiligen Jubiläumsband zur 150. Folge schrieb Autorin Astrid Vollenbruch. Die dreiteilige Folge 175 wurde von Christoph Dittert (Teil A), Kari Erlhoff (Teil B) und Hendrik Buchna geschrieben. Der 200. Fall wurde, ebenfalls wie der 100. und 125. Fall, von André Marx verfasst. Der 225. Fall, ebenfalls von Marx verfasst, war erstmals nicht dreiteilig, sondern erschien als etwas dickeres Buch mit 200 Seiten.
Im Jahre 2005 hat sich der Kosmos-Verlag erstmals dazu entschlossen, bestimmte Romane der drei ??? ins Englische übersetzen zu lassen. Seit 2009 veröffentlicht auch der PONS-Verlag ausgewählte Romane auf Englisch. Zudem wurde 2010 erstmals ein Roman ins Lateinische übersetzt → Die drei ??? (Übersetzungen deutscher Folgen).
| Autor                      | Jahre     | Folgen |
| -------------------------- | --------- | ------ |
| Robert Arthur              | 1964–1969 | 10     |
| William Arden              | 1968–1989 | 14     |
| Nick West                  | 1970–1971 | 2      |
| M. V. Carey                | 1971–1987 | 16     |
| Marc Brandel               | 1983–1989 | 4      |
| Rose Estes                 | 1985      | 1      |
| Megan und H. William Stine | 1985–1989 | 5      |
| Peter Lerangis             | 1989–1990 | 2      |
| William McCay              | 1989–1990 | 2      |
| G. H. Stone                | 1989–1990 | 4      |
| Summe                      | Summe     | 60     |

| Autor                             | Jahre                       | Folgen regulär | Folgen Special |
| --------------------------------- | --------------------------- | -------------- | -------------- |
| Brigitte Johanna Henkel-Waidhofer | 1993–1996                   | 16             | –              |
| André Minninger                   | 1997–2002, 2012–2018, 2023- | 15             | 5              |
| André Marx                        | 1997–2007, 2012– 2025       | 38             | 5              |
| Ben Nevis                         | 1997–                       | 28             | 3              |
| Katharina Fischer                 | 1999–2000                   | 2              | –              |
| Marco Sonnleitner                 | 2003–                       | 39             | 7              |
| Astrid Vollenbruch                | 2005–2010                   | 7              | –              |
| Kari Erlhoff                      | 2008–                       | 17⅓            | 9,5            |
| Hendrik Buchna                    | 2011–                       | 11⅓            | 8              |
| Ivar Leon Menger                  | 2011                        | –              | 1              |
| Tim Wenderoth                     | 2011                        | –              | 1              |
| Christoph Dittert                 | 2011–                       | 12⅓            | 11,5           |
| Michael Kühlen                    | 2014                        | –              | 1              |
| Andreas Ruch                      | 2021                        | –              | 1              |
| Summe                             | Summe                       | 186            | 51             |

| Sprache | Titel                                                  | Verlag                                          | Bände (ca.) | Jahre (ca.)                   | Besonderheiten                                                                  |
| ------- | ------------------------------------------------------ | ----------------------------------------------- | ----------- | ----------------------------- | ------------------------------------------------------------------------------- |
| ben     | তিন গোয়েন্দা Tin goẏendā                                    | সেবা প্রকাশনী Sebā prakāśanī                         | 54          | 1985–1995                     | Namen: Kishor, Musa, Robin                                                      |
| dan     | De tre detektiver                                      | Hasselbalch, Lademann Zoom, Fahrenheit          | 40 +8       | 1966–1989 2011, 2015          |                                                                                 |
| deu     | Die drei ???                                           | Franckh-Kosmos                                  | >210        | 1968–                         | Namen: Justus Jonas, Peter Shaw; >150 Originalausgaben                          |
| eng-US  | The three investigators                                | Random House                                    | 58          | 1964–1990                     | 58 Originalausgaben                                                             |
| eng-UK  | The three investigators                                | Collins Armada                                  | 54          | 1967–1979 1970–1992           |                                                                                 |
| fin     | Kolme etsivää                                          | Gummerus                                        | 46          | 1972–1989                     |                                                                                 |
| fra     | Les trois jeunes détectives                            | Hachette                                        | 37          | 1966–1993                     |                                                                                 |
| ell     | Οι τρεις ντετέκτιβ Oi treis ntetektiv                  | Μετόπη Metopē Φλώρος Flōros Ψυχογιός Psychogios | 40          | 1978 1980–1982 1989–2000      |                                                                                 |
| heb     | שלושת הבלשים Sheloshet ha-balashim                     | מזרחי Mizraḥi                                   | 20          | 1987–1995                     |                                                                                 |
| zlm     | Trio detektif (Tiga penyelidik)                        | Gramedia                                        | 54          | 1980–1995                     |                                                                                 |
| isl     | Njósnaþrenningunni 3 spæjarar                          | Örn og Örlygur Iðunn                            | 7 +1        | 1972–1978 1990                |                                                                                 |
| ita     | I tre investigatori                                    | Mondadori Piemme                                | 30 +1       | 1971–1981 1998                |                                                                                 |
| jpn     | カリフォルニア少年探偵団 Kariforunia shōnen tantei-dan | 偕成社 Kaisei-sha                               | 10          | 1987–1988                     | Serientitel nimmt Bezug auf Edogawa Rampos Boy Detectives Club                  |
| cat     | Els tres investigadors                                 | Molino                                          | 20          | 1987–1991                     |                                                                                 |
| hrv     | Tri detektiva                                          | Mladost Hena                                    | 4           | 1968–1970 1997–2004           |                                                                                 |
| lat     | De tribus investigatoribus                             | Franckh-Kosmos                                  | 2           | 2010, 2014                    |                                                                                 |
| lit     | Trys sekliai                                           | Homo faber                                      | 1           | 1998                          |                                                                                 |
| zsm     | Tiga penyiasat                                         | Fargoes Hasratpelajar Ciptaan Jiwaseni          | 43?         | 1974–1977 1985–1990 1989–1992 | Namen: Jalil, Gopal, Ah Meng                                                    |
| nld     | De 3 speurders De 3 detectives                         | Zuidnederlandse uitgeverij                      | 4 +6        | 1979 1990                     | Namen 1990: Erik Verboven, Robbie De Graaf, Nico Thys; Orte in Belgien (Knokke) |
| nor     | De tre detektivene                                     | Forlagshuset                                    | 23          | 1969–1981                     |                                                                                 |
| per     | سه کارآگاه Sih kārʾāgāh                                | کیمیا Kīmiyā                                    | 12          | 2005–2014                     |                                                                                 |
| pol     | Przygody trzech detektywów Trzej ??? detektywi         | Siedmioróg Rea                                  | 61 +3       | 1992–2001 2013                | 12 Originalausgaben (8 von Krystyna Boglar, 4 von Aleksander Minkowski)         |
| por     | Os três investigadores                                 | Clássica                                        | 14          | 1971–1993                     |                                                                                 |
| rum     | Cei trei detectivi                                     | Atlas                                           | 1           | 1992                          |                                                                                 |
| rus     | Три сыщика Tri syščika                                 | (diverse)                                       | 49          | 1992–1997                     |                                                                                 |
| swe     | Tre deckare                                            | Wahlström                                       | 50          | 1965–1992                     |                                                                                 |
| slk     | Traja pátrači                                          | Mladé letá                                      | 91          | 1970–                         |                                                                                 |
| spa-ES  | Los tres investigadores                                | Molino SM                                       | 58 +4       | 1964–1992 1998–1999           |                                                                                 |
| spa-CO  | Los tres detectives                                    | Panamericana                                    | 17          | 2008–2016                     |                                                                                 |
| tha     | สามยอดนักสืบ, 3ยอดนักสืบ Sām yǭt naksư̄p                    | เม็ดทราย Metsāi แก้วกานต์ Kǣokān                   | 4           | 1991 2004–2007                |                                                                                 |
| ces     | Tři pátrači Trojka na stopě                            | Mladé letá Víkend                               | 2 +4        | 1993 2006–2007                |                                                                                 |
| tur     | Üç küçük dedektif                                      | Altın kitaplar                                  | 1           | 1990                          |                                                                                 |
| hun     | A három nyomozó CTP trió                               | Metrum Fabula stúdió                            | 2           | 1989 2007                     | Namen 2007: Charlie, Tom, Peter                                                 |
| urd     | تین ننھے سراغ رساں Tīn nannhe surāġ rasān              | فیروز سنز Ferozsons                             | 13          | 1977–1978                     | Namen: ʿAnbar, Nasīm, ʿĀqib; Orte in Pakistan (Karācī)                          |
| vie     | Ba chàng thám tử trẻ                                   | Nhà xuất bản Trẻ                                | 40          | 1999–2008                     |                                                                                 |

## Adaptionen

### Vertonungen

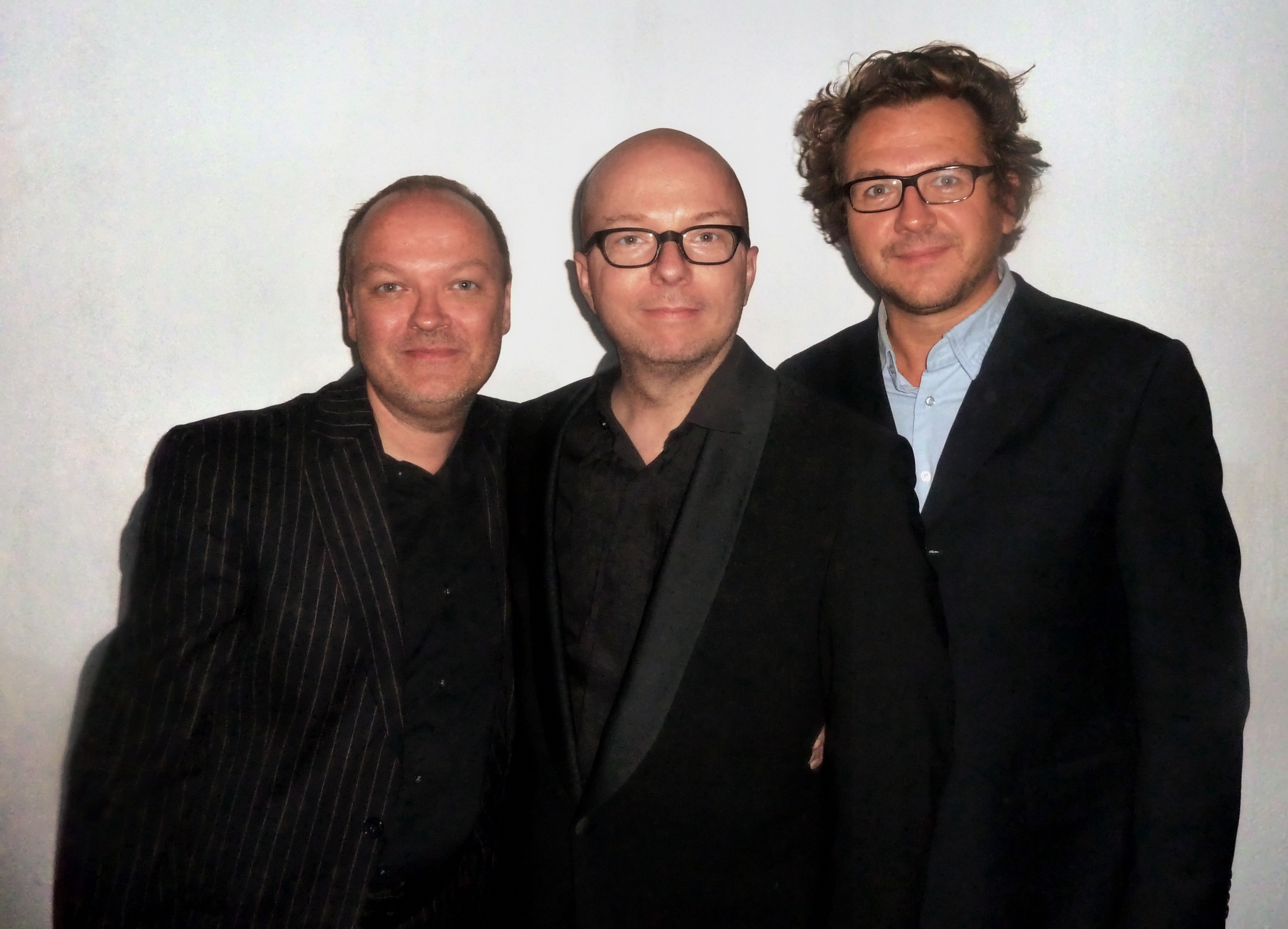
Die Hörspiel-Sprecher der drei Detektive,
von links: Jens Wawrczeck (Peter Shaw),
Oliver Rohrbeck (Justus Jonas),
Andreas Fröhlich (Bob Andrews)

Im Jahr 1979 startete die gleichnamige Hörspielreihe des Labels EUROPA im deutschsprachigen Raum. Auch in Großbritannien und der Schweiz versuchte man eigene Hörspieladaptionen zur Buchserie am Markt zu etablieren. Nach ein paar Folgen wurde jedoch die Hörspielproduktion wieder eingestellt (→ Die drei ??? – Fremdsprachige Hörspiele).
In Deutschland gab es mit neuvertonung.de ein nicht kommerzielles Projekt von hauptsächlich jugendlichen Amateuren, das sich mit der Neuvertonung von 44 Folgen befasste. Dabei orientierten sich die Verantwortlichen jeweils an den Buchvorlagen und vertonten auch die bei den Hörspielen von EUROPA weggekürzten Handlungselemente. Die Hörspiele wurden mit der Genehmigung des Kosmos-Verlags und dem EUROPA-Studio seit August 2006 produziert. Die Rechteinhaber zogen ihre Genehmigung für die Produktion neuer Folgen allerdings im September 2016 zurück und beendeten damit das Projekt. Die produzierten Folgen können weiterhin als Stream angehört werden.

Klassiker der Drei-???-Buchreihe erscheinen seit dem 6. September 2019 als Hörbuchreihe, gelesen von Family & Friends. Sie werden ungekürzt gelesen von Sprechern und Schauspielern, die mit der Welt der drei ??? verbunden sind. Die Reihe orientiert sich nicht an der Chronologie der Bücher, sondern folgt dem Prinzip „Lieblings-Story“. Die Hörbücher sind als Download und im Streaming erhältlich. Am 22. November 2019 erschienen die drei Hörbücher, die die Hauptsprecher der Serie lesen, als CD-Boxen.
Welche Beziehung die jeweiligen Vorleser zu den drei ??? haben und wie sie ihren Klassiker ausgewählt haben, erzählen sie im begleitenden Audio- und Video-Podcast. Zu den Hörbüchern mit Henning May und Jan Böhmermann erschien kein Podcast.
| Titel                           | Jahr | Sprecher            | Autor                    |
| ------------------------------- | ---- | ------------------- | ------------------------ |
| … und der grüne Geist           | 2019 | Bastian Pastewka    | Robert Arthur            |
| … und die Geisterinsel          | 2019 | Anna Thalbach       | Robert Arthur            |
| … und der Phantomsee            | 2019 | Jannik Schümann     | William Arden            |
| … und der Super-Papagei         | 2019 | Oliver Rohrbeck     | Robert Arthur            |
| … und das Gespensterschloss     | 2019 | Jens Wawrczeck      | Robert Arthur            |
| … und der Karpatenhund          | 2019 | Andreas Fröhlich    | Mary Virginia Carey      |
| … und der tanzende Teufel       | 2019 | Bela B              | William Arden            |
| … und der magische Kreis        | 2020 | Jessica Schwarz     | Mary Virginia Carey      |
| … und der seltsame Wecker       | 2020 | Henning May         | Robert Arthur            |
| … und der Fluch des Rubins      | 2020 | Tim Grobe           | Robert Arthur            |
| … und der lachende Schatten     | 2020 | Oliver Kalkofe      | William Arden            |
| … und die singende Schlange     | 2020 | Katrin Fröhlich     | Mary Virginia Carey      |
| … und der Ameisenmensch         | 2021 | Judy Winter         | Mary Virginia Carey      |
| … und der Zauberspiegel         | 2021 | Jürgen Thormann     | Mary Virginia Carey      |
| … und die schwarze Katze        | 2021 | Axel Prahl          | William Arden            |
| … und der gestohlene Preis      | 2021 | Sascha Draeger      | Marc Brandel             |
| … und der sprechende Totenkopf  | 2021 | Karin Lieneweg      | Robert Arthur            |
| … und die flüsternde Mumie      | 2022 | Jan Böhmermann      | Robert Arthur            |
| … und die silberne Spinne       | 2022 | Nicholas Müller     | Robert Arthur            |
| … und der Höhlenmensch          | 2022 | Eckart Dux          | Mary Virginia Carey      |
| … und die gefährliche Erbschaft | 2023 | Holger Mahlich      | William Arden            |
| … und die rätselhaften Bilder   | 2023 | Mai Thi Nguyen-Kim  | William Arden            |
| … und der schrullige Millionär  | 2023 | Klaas Heufer-Umlauf | Mary Virginia Carey      |
| … und das Bergmonster           | 2023 | Kai Schwind         | Mary Virginia Carey      |
| … und der weinende Sarg         | 2025 | Hazel Brugger       | Megan & H. William Stine |

### Software
Seit dem Jahre 2000 werden vom Softwareanbieter USM verschiedene Computer- und Konsolenspiele veröffentlicht, in denen der Spieler Fälle der drei ??? lösen soll. Seit dem Jahre 2006 vertreibt USM Handyspiele der drei ???. Zudem werden seit 2009 Apps für Smartphones entwickelt.
| Titel                                | Jahr       | Beschreibung                              | Plattform                    | Verleger |
| ------------------------------------ | ---------- | ----------------------------------------- | ---------------------------- | -------- |
| Das Geheimnis des Magiers            | 2000       | Videospiel                                | PC                           | USM      |
| Bomben in Rocky Beach                | 2000       | Videospiel                                | PC                           | USM      |
| Gespensterjagd                       | 2001       | Videospiel                                | PC                           | USM      |
| Alarm im Internet                    | 2001       | Videospiel                                | PC                           | USM      |
| Der Schatz der Azteken               | 2002       | Videospiel                                | PC                           | USM      |
| Tödliche Schatten                    | 2003       | Videospiel                                | PC                           | USM      |
| Das Gold der Inkas                   | 2007       | Videospiel                                | PC                           | USM      |
| Das verfluchte Schloss               | 2009       | Videospiel                                | PC, Wii, Handy               | USM      |
| Das Quiz                             | 2009       | Videospiel                                | PC, iOS                      | USM      |
| Das Geheimnis der Toten              | 2010       | Videospiel                                | Nintendo DS                  | USM      |
| Unter Verdacht                       | 2012       | Videospiel                                | PC, Mac, iOS, Android        | USM      |
| … und der Riesenkrake                | 2015       | Videospiel                                | PC, Mac, iOS, Android, Win10 | USM      |
| Rätsel aus der Geisterwelt           | 2016       | Videospiel                                | PC, Mac, iOS, Android, Win10 | USM      |
| Geheimnis der Schattenhelden         | 2017       | Videospiel                                | PC, Mac, iOS, Android, Win10 | USM      |
| Fluch des Flaschenteufels            | 2020       | Videospiel                                | PC, Mac, iOS, Android, Win10 | USM      |
| Plan der Chamäleonbande              | 2022       | Videospiel                                | PC, Mac, iOS, Android, Win10 | USM      |
| Ruf der Trolle                       | 2023       | Videospiel                                | PC, Mac, iOS, Android, Win10 | USM      |
| … und die Schatten der Vergangenheit | 2006       | Spiel                                     | Handy                        | USM      |
| … und das Haus der Angst             | 2006       | Spiel                                     | Handy                        | USM      |
| Das Geheimnis der Geisterinsel       | 2007       | Spiel                                     | Handy                        | USM      |
| Die Sümpfe der Verdammnis            | 2008       | Spiel                                     | Handy                        | USM      |
| Shuffler                             | 2009       | Automatische Hörspielauswahl              | iOS                          | Europa   |
| Bibliothek                           | 2010       | Bibliothek mit allen Büchern der Serie    | iOS                          | Kosmos   |
| House of Horrors                     | 2011       | Interaktives Hörspiel                     | iOS                          | Europa   |
| Zentrale                             | 2011, 2012 | Folgenübersicht, Quiz, Nachrichten        | iOS, Android                 | Kosmos   |
| … und der Feuerdiamant               | 2013       | Bestandteil des gleichnamigen Brettspiels | iOS                          | Kosmos   |

### Theater
Im Jahre 1997 brachte Das Vollplaybacktheater aus Wuppertal Die drei ??? erstmals auf die Bühne. In einer Art Comedy-Show stellt die Schauspielertruppe ohne selbst zu sprechen den Ton der Hörspielkassetten synchron als Theaterstück nach. Dabei schnitten sie Zitate aus anderen Hörspielen sowie aus Film, Radio und Fernsehen in die Original-Tonvorlage ein und untermalen sie zusätzlich mit verschiedenen Musikstücken. Gelegentlich mischen sie sogar zwei komplett verschiedene Hörspiele zu einer neuen Geschichte zusammen. Während sie in Kreisen von Drei-???-Fans teilweise umstritten sind, feiert Das Vollplaybacktheater auf seinen Tourneen bundesweit Erfolge in ausverkauften Häusern.
Nachdem im Jahre 1999 im Thalia Theater in Hamburg erfolgreich …und der schreiende Wecker als eine Theateradaption der Folge …und der seltsame Wecker aufgeführt worden war, folgten im Jahre 2002 Abende mit szenischen Lesungen der Hörspieltexte mit musikalischer Begleitung, vorgetragen von Studenten der Hochschule für Musik und Theater Hamburg.
Ebenfalls in Hamburg brachte das Altonaer Theater in der Spielzeit 2022/2023 eine Bühnenfassung von Die drei ??? – Signale aus dem Jenseits nach André Minninger heraus. In der darauffolgenden Spielzeit folgte 2024 eine Bühnenfassung von Die drei ??? – Das Kabinett des Zauberers nach André Marx.

### Verfilmungen
Studio Hamburg erwarb die weltweiten Verfilmungsrechte. Mit einer Reihe von Kinofilmen, einer TV-Serie und Merchandising sollte eine umfassende Verwertungskette rund um die drei Detektive entstehen. Als erster Kinofilm wurde im Jahre 2006 Die drei ??? – Das Geheimnis der Geisterinsel verfilmt. Die ca. sieben Millionen Euro teure Produktion, welche auf Englisch gedreht wurde, ist am 8. November 2007 in die deutschen Kinos gekommen. Die Originalsprecher der Hörspielserie sind in kurzen Gastauftritten zu sehen.
Am 19. März 2009 kam der zweite Film der geplanten Trilogie, Die drei ??? – Das verfluchte Schloss, in die Kinos. Jedoch wurde von Studio Hamburg in einer Pressemitteilung nach dem Rücktritt des Vorsitzenden der Geschäftsführung der Produktionsgesellschaft verkündet, dass die zukünftigen internationalen Kinoproduktionen auf den Prüfstand genommen würden. Ob Die drei ??? – Die silberne Spinne also tatsächlich noch gedreht wurde, ist fraglich, obwohl Studio Hamburg gegenüber der Presse bestätigt hatte, dass der Film produziert werde.
Die deutschen Sprecher beider Filme übernahmen 2009 die Stimmen der Die-drei-???-Kids-Hörspiele und sprachen frühere Folgen neu ein.
Am 29. September 2021 wurde von Franckh-Kosmos Verlag-GmbH & Co. KG und von Sony Pictures Entertainment offiziell die Dreharbeiten für den Film Die drei ??? – Erbe des Drachen beendet. Bereits am 15. September 2021 wurden die Arbeiten am Set beendet, gedreht wurde seit Anfang Juli in Spanien und Rumänien. Anders als die ersten beiden Filme adaptiert das neue Kinoabenteuer nicht auf einer bestehenden Folge, sondern wurde von Regisseur Tim Dünschede und Anil Kizilbuga gemeinsam geschrieben. Der Film lief am 26. Januar 2023 in den Kinos an. In den Hauptrollen sind Julius Weckauf (als Justus Jonas), Nevio Wendt (als Peter Shaw) und Levi Brandl (als Bob Andrews) zu sehen.
Die Filmförderungsanstalt hat im Oktober 2023 angekündigt, dass eine Neuadaption der Folge Die drei ??? und der Karpatenhund mit 600.000 Euro gefördert wird. Mit der gleichen Summe wird laut einer Ankündigung von Dezember 2023 auch der nächste Kinofilm Die drei ??? – Toteninsel gefördert.

### Comics
Im September 2015 erschien der erste Comic mit den Detektiven: Die drei ??? und der dreiäugige Totenkopf: Graphic Novel. Im September 2017 folgte Die drei ??? Das Dorf der Teufel: Graphic Novel. 2019 erschien Die drei ???: Das Ritual der Schlangen: Graphic Novel, 2021 folgte der im Wrestling-Millieu spielende Band Die drei ???: Der Goldene Salamander: Graphic Novel und 2023 kam Die drei ???: Hotel Bigfoot: Graphic Novel heraus.
Im Herbst 2020 veröffentlichte Kosmos die an ein erwachsenes Publikum gerichtete Graphic Novel Rocky Beach: Eine Interpretation, in der Christopher Tauber (Text) und Hanna Wenzel (Zeichnungen) ein mögliches Zukunftsszenario für die Protagonisten der Reihe entwerfen. Die Geschichte spielt mehr als 20 Jahre nach der Zeit, in der Justus, Peter und Bob als Jugendliche Fälle lösten. Ihre Karriere als Juniordetektive endete demnach abrupt, als sie im Zuge von Ermittlungen Zeugen eines Mordes wurden. Anschließend gingen sie getrennte Wege und hatten nach der Schulzeit auch keinen Kontakt mehr. Das Rocky Beach, in dem sie als Erwachsene nun wieder aufeinander treffen, ist eine triste amerikanische Kleinstadt, in der Korruption, Rassismus und Polizeigewalt den Alltag prägen. Dieses alternative Universum wurde von Tauber 2025 erneut aufgegriffen in dem Band Justus Jonas: Eine Interpretation (Zeichnungen: Marius Pawlitza).
Im März 2022 startete der KOSMOS-Verlag mit der Veröffentlichung von Die drei ??? und das Gespensterschloss die Reihe der sogenannten Klassiker Graphic Novels, in der ältere Folgen der drei ??? als Comic neu belebt werden. Als zweite Klassiker-Graphic-Novel erschien im September 2022 Die drei ??? und die flüsternde Mumie. Im Juni 2023 erschien als dritte Klassiker-Graphic-Novel Die drei ??? und die rätselhaften Bilder.

### Parodien & Anspielungen
Die drei ??? wurden mehrfach parodiert, so als Die drei Paragraphenzeichen, Die drei @@@ (sprich: Die drei Klammeraffen), Die drei Rufzeichen, Die 3 Senioren,  Die Hamsterbande und Die Ferienbande. Bei der letzten Serie handelt es sich um eine Satire auf verschiedene Kinder- und Jugendhörspiele (TKKG, Fünf Freunde, Die drei ???, Die Funk-Füchse, Pizzabande und weitere), in der einige der Originalsprecher der Jugendhörspiele selbst mitwirken und ihre eigenen Rollen selbstironisch parodieren (u. a. Oliver Rohrbeck, Andreas Fröhlich, Veronika Neugebauer und Konrad Halver). Im Live-Hörspiel und der Hörspielproduktion Nicci & Vicci und das Karpatenkalb (2020, Klaus Krückemeyer, RadioLiveTheater, Hessischer Rundfunk) lösen die 2-ii-Pünktchen-Detektive ihren ersten Fall, in dem Vieles an Die drei ???, aber auch an andere Kinder- und Jugendhörspiele (z. B. Hanni und Nanni oder Sherlock Holmes) erinnert.
Die drei ??? zeigen in einigen Hörspielen aber auch Selbstironie, was sich in manchen der häufig nur improvisierten Dialoge äußert, so in einer Szene der Folge Geheimakte Ufo (80), in der Justus das Internet lobt und auf Websites von Kinder- und Jugendbuchserien verweist. In Folge 160, „Geheimnisvolle Botschaften“, treffen die drei Detektive auf den Peitschen schwingenden Wissenschaftler Dr. Jones, der in seiner Freizeit nach verlorenen Schätzen sucht. Gesprochen wird er von Wolfgang Pampel, dem deutschen Synchronsprecher von Harrison Ford, der in seiner Rolle als Indiana Jones demselben Hobby nachging.
Oliver Rohrbeck, Jens Wawrczeck und Andreas Fröhlich haben auch ein Fanhörspiel veröffentlicht. In der knapp drei Minuten langen Folge entdecken die drei ??? die Website rocky-beach.com und hinterlassen einen Gästebucheintrag. Neben solchen offiziellen Parodien, die teilweise auch auf CD erschienen sind und/oder bei denen die Originalsprecher selber mitgewirkt haben, werden im Internet auf diversen Websites auch Hörspiele veröffentlicht, die entweder eine Hommage an die drei ??? sind und sich somit mit ernsthaften, von Fans geschriebenen Fällen beschäftigen oder die Serie als Comedy in lustiger Weise parodieren.
Außerdem wurden die drei ??? im Film Neues vom WiXXer ebenfalls parodiert: Much Longer arbeitet unter dem Titel Die Drei Fragezeichen als Privatdetektiv. Auf seiner Visitenkarte steht: DIE DREI FRAGEZEICHEN, wir übernehmen jeden Fall. Erster Detektiv: Much Longer, Zweiter Detektiv: Much Longer, Recherchen und Archiv: Much Longer. Im Film taucht zudem die Figur des Schurken Chucky Norris auf, dessen Name eine Verbindung von Actionstar Chuck Norris sowie einem der Hauptgegner der drei ???, Skinny Norris, darstellt.
Die NDR-Satiresendung extra 3 hat die Serie zur Bundestagswahl 2013 parodiert. Dort hieß sie: Die drei ??? und die mysteriöse K-Frage. Es wurden Bildszenen von Peer Steinbrück, Frank-Walter Steinmeier und Sigmar Gabriel neu synchronisiert.
Mit dem Erstausgabetag 2. Dezember 2021 gab die Deutsche Post AG in der Serie Helden der Kindheit für Die drei ??? ein Postwertzeichen im Nennwert von 80 Eurocent heraus. Der Entwurf stammt von der Grafikerin Jennifer Dengler aus Bonn.
Die im Jahre 2002 gegründete Musikgruppe Jupiter Jones benannte sich nach dem Originalnamen des ersten Detektivs, Jupiter Jones (im Deutschen Justus Jonas) und die Kölner Rockband Karpatenhund benannte sich nach einem Episodentitel. Auf dem Album „Bordsteinkantengeschichten“ von Muff Potter ist ein langer Schrei aus der Episode „Die drei ??? und der seltsame Wecker“ zu hören. Das Intro und Outro des Albums „Alles auf Schwarz“ der Hamburger Rockband Montreal werden von Oliver Rohrbeck in der Rolle des Justus Jonas gesprochen, jedoch ohne Nennung eines Namens. Die drei Fragezeichen hatten auf dem Album „Fettes Brot lässt grüßen“ der Hip-Hop-Formation Fettes Brot einen Gastauftritt.
Ebenso parodiert der Podcast Normale Möwe, von Hinnerk Köhn und Max Scharff, das Format regelmäßig mit Die drei Möwen und …, zuletzt in der Weihnachtsepisode Die drei Möwen und der Polar-Regio-Express.
Im Videospiel Elex II (Piranha Bytes) werden die Detektive ebenfalls parodiert: Ihre Namen wurden zu Justin, Bobby und Petra geändert, sie sind um einiges jünger und 'Peter' ist nun ein Mädchen. Wenn man die drei bei ihrem Gespräch vor der Hütte im Fort der Berserker belauscht, wird eine Mission (Ein spezialgelagerter Sonderfall) freigeschaltet, in der der Spieler Anschuldigungen gegen sie entkräften und so ihre Namen reinwaschen soll. Die Ermittlungsarbeit umfasst z. B. das Bewachen von leeren Bierflaschen, die Observation von Zielpersonen und Überredung von Entscheidungsträgern im Fort.

## Streit um Urheberrechte

### Ausgangssituation
Erfunden wurde die Serie 1964 unter dem Titel The Three Investigators vom amerikanischen Schriftsteller Robert Arthur in den USA. Arthur verkaufte die internationalen Verwertungsrechte an das Verlagshaus Random House. Das Urheberrecht blieb jedoch bei ihm. Der Vertrag umfasste Rechte für die Publizierung von Büchern, Filmen, Comics und für die „mechanical sound reproduction“. Da es zur damaligen Zeit noch keinen nennenswerten Hörbuchmarkt gab, ist rechtlich nicht eindeutig bestimmbar und deshalb anzuzweifeln, ob diese „mechanische Ton-Vervielfältigung“ das Medium Hörbuch bzw. Hörspiel meint, so wie es jetzt existiert.
Die deutschsprachigen Verwertungsrechte erwarb 1968 der Franckh-Kosmos Verlag von Random House. Zudem erwarb das Label Europa 1979 die Tonträgerrechte an der Serie als Sublizenznehmer vom Kosmos-Verlag.
Nach Robert Arthurs Tod 1969 wurden die Urheberrechte an die Universität Michigan übertragen. In seinem Testament legte er fest, dass „alle Rechte, Rechtstitel und Beteiligungen, die [er] zum Zeitpunkt [seines] Todes an allen veröffentlichten Büchern, Kurzgeschichten, Theaterstücken oder unveröffentlichten Manuskripten haben werde, darunter, unter anderem, alle auf [seinem] Namen ausgestellten Urheberrechte sowie alle Rechte auf Lizenzgebühren und Nebenrechte, die [ihm] aus Verträgen mit Verlegern zustehen“ an die Universität Michigan übergeben werden. Dies habe vor allem steuerrechtliche Gründe gehabt, da für Hinterlassenschaften an Bildungseinrichtungen keine Erbschaftssteuern fällig wurden.
Random House zahlte seitdem Tantiemen an die Universität, stellte die Zahlung aber 1992 ein, da nicht klar war, ob die Universität Michigan noch einen rechtlichen Anspruch hatte. Im amerikanischen Urheberrechtsgesetz galt nämlich für Literatur, die vor 1977 ein Copyright erhielt, eine Schutzklausel, die dafür sorgte, dass sämtliche Lizenzen nach 28 Jahren automatisch an den Autor oder dessen Erben zurückfielen. Daraufhin schlossen Random House mit den Erben Arthurs, seinen Kindern Elizabeth Ann Arthur und Robert Andrew Arthur, einen weiteren Vertrag für die Verwertungsrechte der Bände von Arthur und für die weitere Nutzung der Charaktere mit der Bedingung, dass die zehn Bücher wieder auf den amerikanischen Markt gebracht werden.
Nachdem die Serie 1991 in den USA eingestellt wurde, bemühte sich der Kosmos-Verlag um die Rechte, die Serie in Deutschland mit deutschsprachigen Autoren fortsetzen zu dürfen, und schloss 1994 mit Random House einen entsprechenden Vertrag, ohne die Einwilligung der Erben Arthurs.
Im Jahre 2002 wurden die Verwertungsrechte an den zehn Bänden von Robert Arthur von Random House an die Erben Robert Arthurs zurückübertragen, nachdem das Verlagshaus nicht die vereinbarten Wiederveröffentlichungen der Werke eingehalten hatte. Bereits im Jahre 1999 hatte allerdings der Kosmos-Verlag sich die Wortmarke Die drei ??? deutschlandweit und im Jahre 2003 europaweit als europäische Marke für Tonträger und Druckerzeugnisse schützen lassen. Verhandlungen zwischen dem Kosmos-Verlag und den Erben über einen neuen Nutzungsrechtevertrag schlugen fehl, da sich Kosmos auf seine Markenregistrierung und laufende Verträge mit Random House berief. Außerdem bezweifelte Kosmos, dass Arthurs Erben die Rechteinhaber seien, da laut des Testaments Arthurs sämtliche Rechte der Universität Michigan übertragen werden sollten. Ende 2004 schlossen stattdessen Random House und Kosmos einen umfangreichen Vertrag, der vorsah, dass alle Rechte an den weiteren amerikanischen Romanen, die nicht von Arthur stammten, in den Besitz des Kosmos Verlags übergingen.

### Verfahren
Aufgrund der unklaren rechtlichen Situation entschloss sich Europa Anfang 2005, keine weiteren Folgen zu veröffentlichen, die auf den Buchvorlagen des Kosmos-Verlages basieren, und stellte die Lizenzzahlungen an Kosmos ein. Zu diesem Zeitpunkt waren die Bücher Spur ins Nichts und … und der Geisterzug bereits komplett als Hörspiel eingesprochen.
Der Mutterkonzern des Labels Europa Sony Music Entertainment (damals Sony BMG) erwarb schließlich 2006 unabhängig vom Kosmos-Verlag von den Erben Robert Arthurs sämtliche deutschen Rechte an Arthurs Werken und der Nutzung der originalen Charaktere und Schauplätze. Der Vertrag umfasste das Recht neue deutschsprachige Bücher in Auftrag zu geben sowie die Auswertung als Tonträger. Zudem wurden alle „[…] Anteile [der Kinder Arthurs] an sämtlichen deutschsprachigen Audioaufnahmen, gebundenen Büchern, Taschenbüchern, Bühnenaufführungen und Filmaufzeichnungen von Bühnenaufführungen von allen existierenden abgeleiteten Werken an SonyBMG übertragen“. Europa entwickelte davon ausgehend eine neue Hörspielserie namens DiE DR3i. Wegen des Markenschutzes der Wortmarke Die drei ??? vermied Europa allerdings die Nutzung dieser Marke sowie der von Kosmos kreierten Namen. Stattdessen wurden nur Charaktere und Namen, die auf der Idee Arthurs beruhen, verwendet (Originalnamen der Charaktere).
Der Kosmos-Verlag setzte seine Buchreihe unter bekanntem Titel und mit den bekannten Charakternamen fort. Da sich Sony BMG in seinen Nutzungsrechten verletzt sah, hatte die Gesellschaft Klage gegen den Kosmos-Verlag eingereicht. Gegen den Vertrieb von zwei Romanen (Spuk im Netz sowie … und der Fluch des Drachen) wurde eine einstweilige Verfügung erwirkt. Daher mussten diese beiden Bücher nachträglich zeitweise wieder aus dem Handel entfernt werden.
Am 13. Mai 2007 wurde die einstweilige Verfügung durch ein Urteil des Oberlandesgerichts Düsseldorf aufgehoben. Die Richter konnten nicht feststellen, dass die Kinder von Robert Arthur überhaupt im Besitz der Urheberrechte gewesen seien. Vielmehr sahen sie es als erwiesen an, dass die Universität Michigan rechtmäßiger Erbe an Robert Arthurs Werken und dessen Charaktere ist. Dadurch hätten die Erben keine Rechte an Sony BMG übertragen können. Der Klägerin Sony BMG wurde eine Frist gesetzt, die neue Rechtekette sowie sämtliche ihr zugrunde liegenden Verträge vorzulegen.
Schließlich kündigten Kosmos und Sony BMG an, neue Gespräche zu führen, um doch noch zu einer außergerichtlichen Einigung zu gelangen. Die Auslieferung der Folge 7 der Serie DiE DR3i wurde deshalb zunächst verschoben. Am 30. November 2007 erschienen dann die Folgen 7 und 8.

### Ausgang
Am 13. Februar 2008 vermeldete Sony BMG, dass sich Kosmos und Sony BMG geeinigt hätten, am Tag darauf erschien eine gemeinsame Pressemitteilung. Die den Hörspielen zugrunde liegenden Buch- und Marken-Rechte verbleiben wie bisher beim Kosmos-Verlag, der auch für sämtliche sonstigen Verlagserzeugnisse auf Basis der Reihe, darunter Kalender, Sachbücher, Handy- und Computerspiele, Experimentierkästen und Brettspiele verantwortlich zeichnet. Bei Europa verbleiben sämtliche Audionutzungsrechte unter Einschluss des gesamten Kataloges sowie Bühnen- und Theatershows und die Vermarktung von Merchandising-Lizenzen.
Seit dem 4. April 2008 erscheinen wieder neue Folgen unter dem Titel Die drei ???. Das Label bedient sich dabei erneut der Buchvorlagen vom Kosmos-Verlag. Außerdem wurde vereinbart, die Hörspiele der Serie DiE DR3i zum 1. Januar 2009 vom Markt zu nehmen.
Auch die Weiterführung der sehr erfolgreich gestarteten Hörspielreihe Die drei ??? Kids ging an Europa über. Bis Ende 2008 vertrieb noch der bisherige Lizenznehmer USM die bereits veröffentlichten Folgen.

## Ableger
Seit dem Jahre 1999 soll der vom Kosmos-Verlag herausgegebene Ableger Die drei ??? Kids gezielt ein wesentlich jüngeres Publikum ansprechen. Die Inhalte der Geschichten sind kindgerechter und weniger komplex erzählt, zudem sind die Jungdetektive mit zehn Jahren deutlich jünger als in den aktuellen Folgen der Originalserie.
Nach dem Vorbild der drei ??? wurde 2006 unter dem Titel Die drei !!! vom Franckh-Kosmos Verlag eine Detektivserie speziell für Mädchen ins Leben gerufen. Die Buchserie enthält nach ähnlichem Muster wie die Vorbildreihe Geschichten um ein jugendliches Detektivtrio, das sich diesmal jedoch aus drei Mädchen zusammensetzt; die Geschichten spielen in einer deutschen Großstadt.
Im Februar 2023 startete mit den Rocky Beach Crimes eine Spin-off-Reihe zu den drei Fragezeichen für Erwachsene. In dieser übernehmen Nebenfiguren der Hauptreihe die Ermittlungen. Da, anders als bei der regulären Reihe und den bisherigen Ablegern, Erwachsene die Zielgruppe sind, kommen bei den Rocky Beach Crimes nicht nur Geistererscheinungen, „harmlose“ Verbrechen (z. B. Diebstähle) oder ähnliches, sondern auch brutale Verbrechen wie beispielsweise Morde vor.
| ermittelnde Nebenfigur | Titel des Buches    | Autor        | Jahr |
| ---------------------- | ------------------- | ------------ | ---- |
| Tante Mathilda         | Tödliche Törtchen   | Kari Erlhoff | 2023 |
| Victor Hugenay         | Mord unter Palmen   | Evelyn Boyd  | 2023 |
| Kommissar Reynolds     | Eiskalter Rausch    | Evelyn Boyd  | 2023 |
| Skinny Norris          | Der blutrote Kondor | Kari Erlhoff | 2024 |

Im Juli 2025 veröffentlichte Kosmos außerdem den ebenfalls an ein erwachsenes Publikum gerichteten Roman Die Auferstehung von Andreas Eschbach. Ähnlich wie in den Graphic Novels Rocky Beach: Eine Interpretation bzw. Justus Jonas: Eine Interpretation sind die ??? zum Zeitpunkt der Handlung längst erwachsene Männer. In Eschbachs Version einer möglichen Zukunft der drei Fragezeichen lebt Anfang/Mitte der 2020er-Jahre nur noch Justus in Rocky Beach. Er leitet dort mit Unterstützung seiner hochbetagten Tante Mathilda das Gebrauchtwarencenter seines bereits vor längerer Zeit verstorbenen Onkels Titus. Die drei ehemaligen Hobbyermittler sind inzwischen Anfang 50 und haben – wenn überhaupt – nur noch sporadisch Kontakt zueinander. Zum Teil sind sie sogar zerstritten. Das abrupte Ende ihres Detektivbüros kam demnach vor rund 30 Jahren als indirekte Folge eines traumatischen Unglücks. Als nun aber die Familie ihres verstorbenen Mentors Albert Hitfield Hilfe braucht, ermitteln Justus, Peter und Bob zunächst getrennt und schließlich gemeinsam. Dabei nutzt Peter seine Möglichkeiten als Mitarbeiter des Weltkonzerns Google, während Bob seine Kontakte als Literaturagent einsetzt. Am Ende versöhnen sich die drei Männer und beschließen, ihr Detektivunternehmen nebenberuflich wieder aufleben zu lassen.